# باول أوليفر
باول أوليفر (بالإنجليزية: Paul Oliver)‏ هو لاعب كرة قدم أمريكية أمريكي، ولد في 30 مارس 1984 في كينيساو في الولايات المتحدة، وتوفي في 24 سبتمبر 2013 في ماريتا في الولايات المتحدة.

## وصلات خارجية
- باول أوليفر على موقع مرجع كرة القدم المحترفة.كوم (الإنجليزية)